# I Promise
I Promise – trzeci singel z drugiego albumu Stacie Orrico wydany w Wielkiej Brytanii w styczniu 2004.
Utwór został napisamny przez Diane Warren i wydany jako singel tylko w Europie, Azji i Australii. Piosenka nie stała się takim hitem jak dwa poprzednie single, jednak dotarła do #22 miejsca UK Singles Chart.

## Lista utworów
UK: CD 1
1. "I Promise" (Album Version)
2. "I Promise" (Chris Cox Radio Edit)

UK: CD 2
1. "I Promise" (Album Version)
2. "I Promise" (Chris Cox Radio Edit)
3. "I Promise" (Boris & Beck Radio Mix)
4. "(What Are You Doing) New Year's Eve?"
5. "I Promise" (Video & Enhanced Section)

## Listy przebojów
| Lista (2004)                  | Najwyższa pozycja |
| ----------------------------- | ----------------- |
| Australian ARIA Singles Chart | 48                |
| Ö3 Austria Top 40             | 59                |
| German Singles Chart          | 66                |
| European Hot 100 Singles      | 77                |
| Irish Singles Chart           | 19                |
| UK Singles Chart              | 22                |